# Michel Godard (musicien)
Pour les articles homonymes, voir Godard.
 (octobre 2019).
Si vous disposez d'ouvrages ou d'articles de référence ou si vous connaissez des sites web de qualité traitant du thème abordé ici, merci de compléter l'article en donnant les références utiles à sa vérifiabilité et en les liant à la section « Notes et références ».

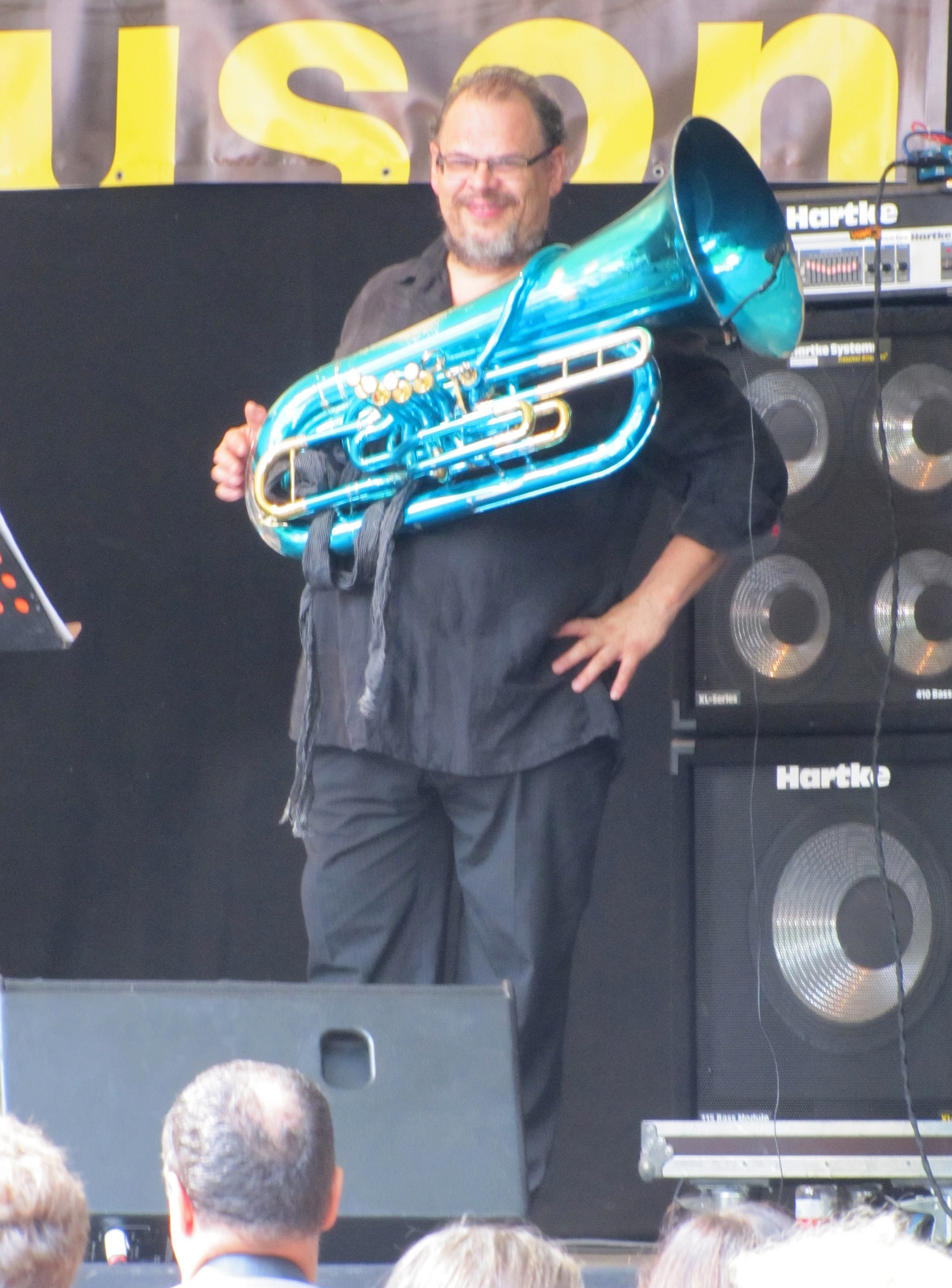
Michel Godard en 2010

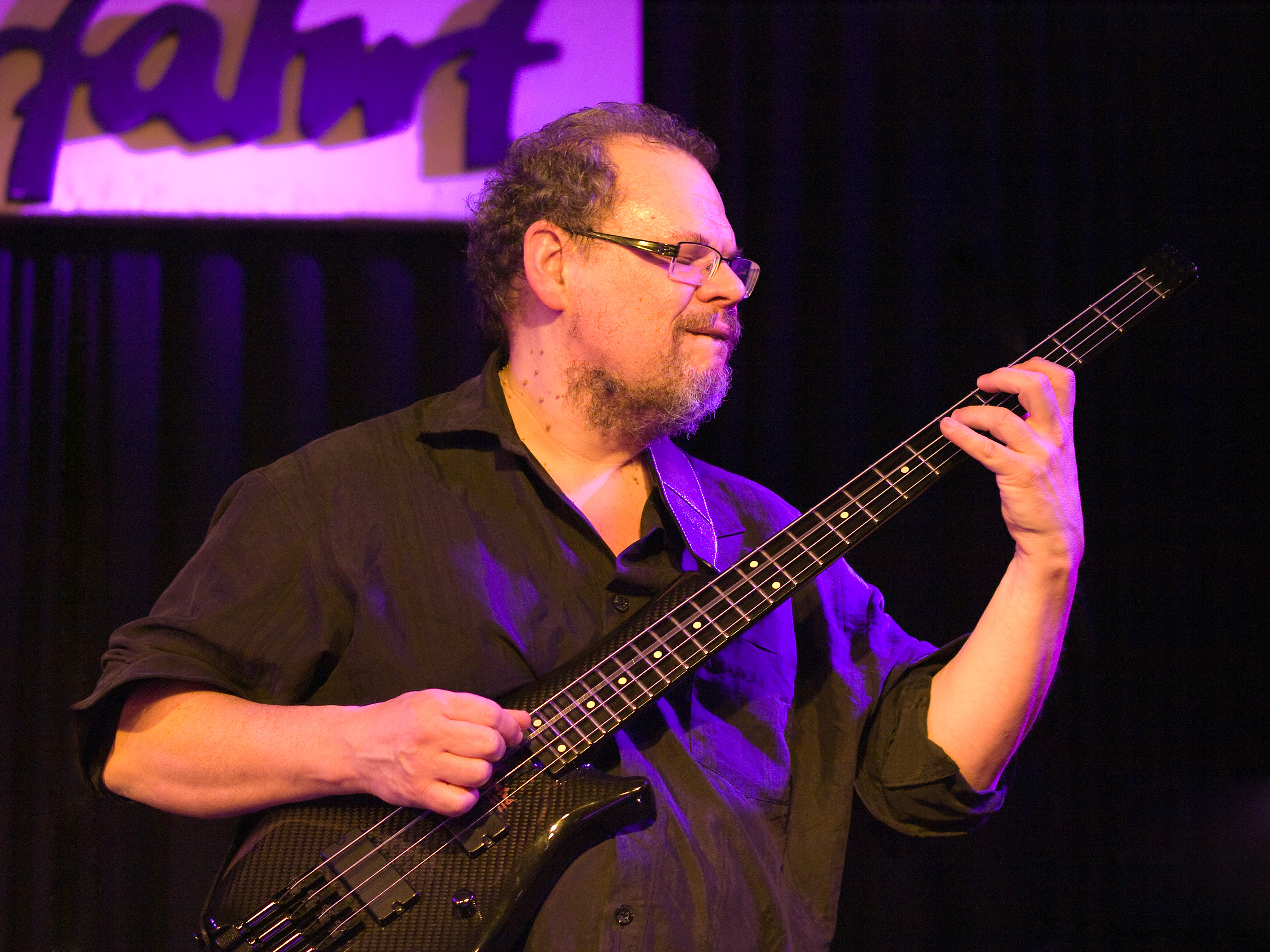
Michel Godard jouant de la guitare basse en 2010.

Michel Godard, né le 3 octobre 1960 à Héricourt (Haute-Saône), est un musicien français. Essentiellement réputé comme tubiste, il joue aussi du serpent et de la guitare basse.

## Biographie
Créateur et chercheur, Michel Godard suscite, retrouve et tisse les liens entre les siècles et les cultures musicales. Bien sûr à travers la pratique de l’improvisation et ses codes, mais aussi grâce aux rencontres diversifiées avec des musiciens de tous horizons.
Tubiste classique avant de devenir le tubiste incontournable des ensembles de jazz européens, il retrouve un instrument complètement oublié, qu'il enseigne au CNSM, qui se trouve être l’ancêtre du tuba : Le serpent. Ses recherches sur l’instrument (menées en étroite collaboration avec le facteur suisse Stefan Berger) l’amènent à intégrer cet instrument renaissance à ses compositions, et à l’ensemble baroque. Aujourd'hui, sa création est cette alchimie formée des métaux précieux que sont les différentes cultures musicales qui l'habitent. Michel Godard partage une musique hors
temps; musicien multidimensionnel, il ouvre des perspectives aux nouvelles générations de chercheurs et créateurs.
Il joue aussi de la guitare basse.

## Discographie non exhaustive
- Le Chant du Serpent, Label la Lichere LLL 37, Night and Day Distribution.
- Sous les voûtes, le serpent
- Castel Del Monte
- Répons avec le chœur des moines de l'abbaye de Ligugé, Studio SM, 1995
- Trio Rouge avec Lucilla Galeazzi et Vincent Courtois
- Cousins Germains avec Franck Tortiller, Wolfgang Puschnig, Cristof Lauer...
- Archangelica avec l'atelier des musiciens du Louvre
- Impertinance avec Patrice Héral et Franck Tortiller
- Deep avec Gavino Murgia
- Latakia Blend
- Dream Weavers avec Linda Sharock, Wolfgang Puschnig
- Monteverdi "A trace of grace avec Steve Swallow, Gavino Murgia, Guillemette Laurens...
- Risplendenti riversi avec Natasa Mirkovic, Jarrod Cagwin, Luciano Biondini
- Ferma l'ali avec Anita Piscazzi
- Amor sospeso avec Francesco d'Auria
- We Tuba avec Ada Montellanico
- Awakening avec Alim Quasimov

### AvecDave Bargeron
- Tuba tuba
- Tuba Tuba 2

### AvecRabih Abou-Khalil
- Arabian Waltz
- Cactus of Knowledge
- Odd Times
- Songs for sad Women
- Em Português
- Trouble in Jerusalem
- Hungry People

### AvecRoland Becker
- Jour de fête & fête de nuit - album Grand Prix international du Disque décerné par l'Académie Charles-Cros 1996.